# Nema Island
Nema Island är en ö i Mikronesiska federationen.   Den ligger i kommunen Nema Municipality och delstaten Chuuk, i den västra delen av landet, 600 km väster om huvudstaden Palikir. Arean är 1,0 kvadratkilometer.
Terrängen på Nema Island är mycket platt. Öns högsta punkt är 25 meter över havet. Den sträcker sig 1,8 kilometer i nord-sydlig riktning, och 1,3 kilometer i öst-västlig riktning.
Följande samhällen finns på Nema Island:
- Nema